# Out-Bloody-Rageous
«Out-Bloody-Rageous» es una composición instrumental del grupo inglés de jazz fusion Soft Machine. Compuesta por el teclista Mike Ratledge, es la segunda y última canción en el Disco 2 de Third (1970).

## Personal
- Mike Ratledge – teclados, compositor
- Elton Dean – saxofón alto, saxello
- Hugh Hopper – bajo
- Robert Wyatt – batería

Adicionales
- Nick Evans - trombón
- Jimmy Hastings - flauta, bass clarinet
- Andy Knight - ingeniero de sonido